# Lhota (Přelouč)
Lhota je vesnice a část města Přelouč v okrese Pardubice. Nachází se asi 2,5 kilometru západně od Přelouče. Lhota leží v katastrálním území Lhota pod Přeloučí o rozloze 3,48 km².
Prochází zde silnice I/2 a železniční trať Praha – Česká Třebová, na které je zřízena zastávka Lhota pod Přeloučí. Nachází se zde JZD Lhota Pod Přeloučí vlastněná společností Agro Zipal.

## Pamětihodnosti
- Usedlost čp. 8